# 莫夏诺圣安杰洛
莫夏诺圣安杰洛（義大利語：Mosciano Sant'Angelo），是意大利泰拉莫省的一个市镇。总面积48.25平方公里，人口9165人，人口密度189.9人/平方公里（2009年）。ISTAT代码为067030。